# Giovanni Agostino Gallicio

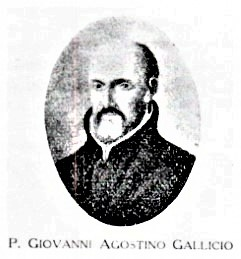
1592-1681 Vincenzo (Giovanni Agostino) Gallicio.

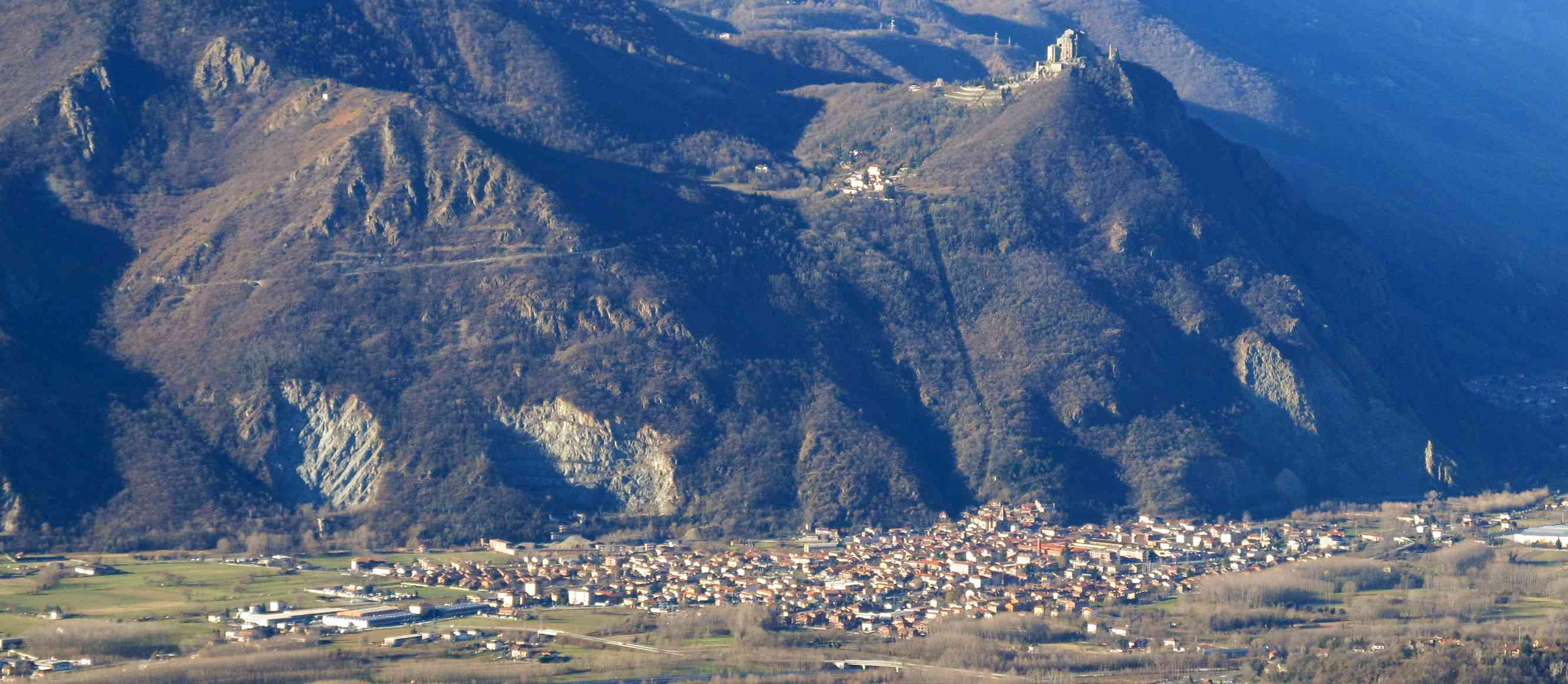
Sant'Ambrogio di Torino sovrastato dalla Sacra di San Michele.

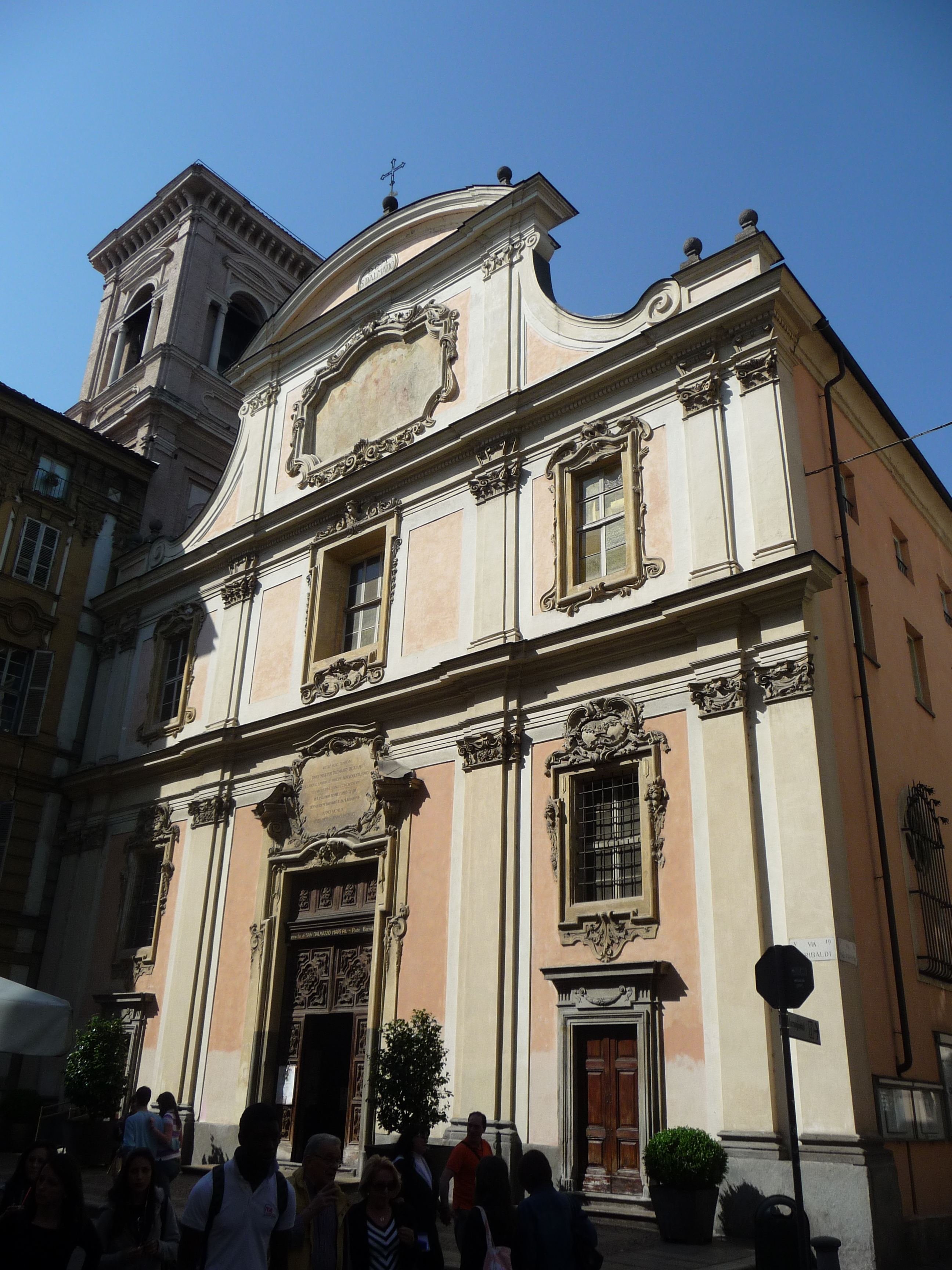
Chiesa di San Dalmazzo a Torino.

Giovanni Agostino Gallicio (Sant'Ambrogio di Torino, 1592 – Roma, 9 ottobre 1681) è stato un religioso italiano.

## Biografia
Nato con il nome di Vincenzo Gallicio, assunse il nome di Giovanni Agostino il 6 giugno 1613 quando fu ammesso alla professione religiosa.
Nacque a Sant'Ambrogio di Torino territorio dominato dalla Sacra di San Michele, in un periodo tra la fine del XVI° secolo e l'inizio del XVII°, dove era iniziata la decadenza del famoso monastero, ma che ancora suscitava profondo interesse nei giovani del territorio.
Entrato nella Congregazione dei Chierici Regolari di San Paolo detti "Barnabiti" per via della casa-madre dell'istituto che si trovava presso la chiesa di San Barnaba di Milano, conobbe la comunità che risiedeva presso la Chiesa di San Dalmazzo (Torino) fu inviato in Noviziato a Monza all'età di 19 anni dove vestì l'abito religioso il 1º maggio 1612 e dopo un anno fece la professione di fede il 6 giugno 1613. 
Dopo essere stato ordinato Presbitero, divenne Padre Provinciale della Provincia Piemontese-Savoiarda dal 1641 al 1644 e dal 1647 al 1650 presso il Collegio San Dalmazzo di Torino.
La Provincia Piemontese-Savoiarda in precedenza era denominata Piemontese-Gallica.
Fu eletto dal Capitolo Generale della Congregazione quale Padre Generale dei Chierici Regolari di San Paolo dal 1656 al 1662 per due mandati triennali, limite di eleggibilità per questa carica. Fu preceduto in questo mandato da Giovanni Angelo Bossi (1650-1656) nella sede di Milano, e gli successe Andrea Cuttica (1662-1666) nella sede di Roma.
Tra il primo ed il secondo mandato, nell'anno 1659 trasferì la sede generalizia della congregazione da Milano a Roma.
Morì a Roma l'8 Ottobre 1681.
Giovanni Agostino Gallicio è citato da Goffredo Casalis nel Dizionario geografico storico-statistico-commerciale degli Stati di S. M. il Re di Sardegna 1833-1855.

## Pubblicazioni
- La sua principale opera ha per titolo: “vita et gesta vulnerabilis servi Dei Alexandri Saulii miraculorum gloria illustris”, dedicato al santo Alessandro Sauli.

seguono altre pubblicazioni:
- Lettera al Padre Don Probo Coppa, Superiore della Provincia Romana a Roma - 12 Settembre 1657[8]
- Lettera al Padre Don Pio Cassetta, Vicario di Santa Maria di Loreto a Spoleto - 21 Maggio 1658
- Lettera al Padre Don Giovanni Angelo Bossi, Assistente e Vicario Generale in Santi Barnaba e Paolo a Milano - 22 Febbraio 1659.
- Lettera al Padre Don Pietro Andrea Biondini, Superiore di Santa Maria Annunziata a Pescia - 27 Settembre 1659.